# Montagnole
Montagnole és un municipi francès situat al departament de la Savoia i a la regió d'Alvèrnia-Roine-Alps. L'any 2007 tenia 749 habitants.

## Demografia

### Població
El 2007 la població de fet de Montagnole era de 749 persones. Hi havia 288 famílies de les quals 67 eren unipersonals (26 homes vivint sols i 41 dones vivint soles), 105 parelles sense fills, 105 parelles amb fills i 11 famílies monoparentals amb fills.
La població ha evolucionat segons el següent gràfic:
Habitants censats

### Habitatges
El 2007 hi havia 356 habitatges, 304 eren l'habitatge principal de la família, 39 eren segones residències i 12 estaven desocupats. 327 eren cases i 24 eren apartaments. Dels 304 habitatges principals, 256 estaven ocupats pels seus propietaris, 42 estaven llogats i ocupats pels llogaters i 7 estaven cedits a títol gratuït; 11 tenien una cambra, 18 en tenien dues, 22 en tenien tres, 61 en tenien quatre i 193 en tenien cinc o més. 284 habitatges disposaven pel capbaix d'una plaça de pàrquing. A 101 habitatges hi havia un automòbil i a 192 n'hi havia dos o més.

### Piràmide de població
La piràmide de població per edats i sexe el 2009 era:
| Homes | Edats   | Dones |
| ----- | ------- | ----- |
| 0     | 95 o +  | 0     |
| 0     | 90 a 94 | 0     |
| 0     | 85 a 89 | 12    |
| 0     | 80 a 84 | 0     |
| 12    | 75 a 79 | 4     |
| 20    | 70 a 74 | 20    |
| 16    | 65 a 69 | 20    |
| 24    | 60 a 64 | 36    |
| 28    | 55 a 59 | 28    |
| 12    | 50 a 54 | 28    |
| 28    | 45 a 49 | 20    |
| 40    | 40 a 44 | 20    |
| 24    | 35 a 39 | 32    |
| 28    | 30 a 34 | 20    |
| 12    | 25 a 29 | 8     |
| 16    | 20 a 24 | 12    |
| 16    | 15 a 19 | 32    |
| 36    | 10 a 14 | 20    |
| 28    | 5 a 9   | 16    |
| 20    | 0 a 4   | 8     |

## Economia
El 2007 la població en edat de treballar era de 469 persones, 349 eren actives i 120 eren inactives. De les 349 persones actives 331 estaven ocupades (177 homes i 154 dones) i 17 estaven aturades (7 homes i 10 dones). De les 120 persones inactives 51 estaven jubilades, 43 estaven estudiant i 26 estaven classificades com a «altres inactius».

### Ingressos
El 2009 a Montagnole hi havia 308 unitats fiscals que integraven 807,5 persones, la mediana anual d'ingressos fiscals per persona era de 23.617 €.

### Activitats econòmiques
Dels 33 establiments que hi havia el 2007, 1 era d'una empresa extractiva, 4 d'empreses de fabricació d'altres productes industrials, 6 d'empreses de construcció, 5 d'empreses de comerç i reparació d'automòbils, 2 d'empreses d'hostatgeria i restauració, 2 d'empreses financeres, 4 d'empreses immobiliàries, 5 d'empreses de serveis, 3 d'entitats de l'administració pública i 1 d'una empresa classificada com a «altres activitats de serveis».
Dels 5 establiments de servei als particulars que hi havia el 2009, 1 era una fusteria, 1 lampisteria, 2 electricistes i 1 empresa de construcció.
L'any 2000 a Montagnole hi havia 17 explotacions agrícoles que ocupaven un total de 231 hectàrees.

## Equipaments sanitaris i escolars
El 2009 hi havia una escola elemental.

## Poblacions més properes
El següent diagrama mostra les poblacions més properes.